# Giuseppe Tomasini (poeta)
Giuseppe Tomasini (Giuliana, 8 luglio 1821 – Palermo, 28 ottobre 1873) è stato un poeta italiano.
Di professione avvocato, ricoprì anche cariche politiche quali consigliere comunale e provinciale di Palermo. Ebbe contatti con la celebre scuola poetica sambucese, che faceva capo al medico umanista Vincenzo Navarro, padre del più famoso Emanuele, che aveva fondato il periodico letterario dal nome L'Arpetta.
Tomasini vi pubblicò numerose poesie; scrisse un libro nel quale raccolse tutti i suoi versetti dal titolo Fiori poetici pubblicato nella sua città nel 1865.
Rientra tra i poeti del cosiddetto secondo romanticismo.
Morì il 28 ottobre 1873 e venne sepolto nella tomba gentilizia della sua famiglia, nel cimitero di Giuliana.
| Controllo di autorità | SBN PALV028780 |